# Chauliognathus transversalis
Chauliognathus transversalis is een keversoort uit de familie soldaatjes (Cantharidae). De wetenschappelijke naam van de soort werd in 1830 gepubliceerd door Félix Édouard Guérin-Méneville.